# ななとこまいり
ななとこまいりとは、大阪府大阪市福島区野田地域など各地で行われている伝承である。

## 概要
近隣の地蔵などを7つお参りすると家内安全などの願い事がひとつ叶うとされる。近所の7軒の家々を廻って雑炊などをもらい歩く地域もある。

## 「ななとこ」＝「七所」語源説
国立国会図書館が、全国の図書館と協同で構築しているデータベース「レファレンス協同データベース」のレファレンス事例によれば、「ななとこ」の語源は、もともとは「七所」で、「ななとこ」以外に「ななところ」という読みも各地に散在することが判明している。

## 大阪市福島区野田地域の「ななとこまいり」
野田地域には現在11体の地蔵がお祀りされており、地元住民が日常の世話をしている。8月には地蔵盆があり、この日は野田中の子どもたちがこのうち7つの地蔵をお参りする「ななとこまいり」をして賑わう。地蔵といえば、六地蔵が有名だが「ななとこまいり」は「七」という数に特徴があり、七福やラッキーセブンのように吉を呼ぶおまじないとして地元を中心に人気が高まってきている。
最近では、良縁を望む若い女性がななとこまいりをするケースも増えてきており、地蔵を七つお参りしながら、野田の下町情緒を楽しむまちあるきツアーもある。また地蔵ではないが、野田には「源吉大明神」という名前の狸がいて、地元では地蔵と同じく大切に扱われ、お参りする人も多い。

## 神奈川県大磯町の行事「七七所（ななとこ）まいり」
神奈川県大磯町では毎年、1月11日から1月13日まで、「七七所まいり」（ななとこまいり）という行事が行われる。家内安全、無病息災などを祈願して、住民が地域に8カ所ある道祖神のうち、7カ所をお参りするという行事である。

## 三重県内の行事「七所鉄漿（ななとこがね）」
全国各地に江戸時代頃から、「鉄漿（かね）つけ」という、お歯黒（おはぐろ）することによって結婚可能な成人女性になったことを意味する儀式があった。三重県内では、明治期以降も行われ、鈴鹿郡などでは「七所鉄漿」などの呼称で、各地に残存していたとされる。この儀式は、近所の7軒の家々を巡って、歯を黒くして大人の女性になるための「鉄漿」を少しずつ受け取るというものだった。この風習は県内広く分布していた。

## 宮崎県都城市周辺の行事「ななとこさん」
、宮崎県都城市周辺の地方では正月7日を子どものつつがない成長を願う行事「ななとこさん」の日とし、数えで7歳になる子どもが晴れ着で装い、家族に連れられて、近隣の家を7軒めぐって、各家庭で「ななとこずし」と呼ばれる七草を炊き込んだ雑炊を戴く。